# ジェーン・カンピオン
ジェーン・カンピオン（Jane Campion、1954年4月30日 - ）は、ニュージーランド出身の映画監督、脚本家。世界的に映画界で成功した女性映画監督の一人。

## 生い立ち
ニュージーランドの首都ウェリントンに生まれ、オーストラリアのシドニーに育つ。父は舞台監督、母は舞台俳優という演劇一家に育つ（父と母は後年離婚している）。3兄弟の次女で姉と弟がいる。
ヴィクトリア大学ウェリントンで人類学を専攻し、1975年に卒業する。大学卒業後はヨーロッパを放浪し、イタリアやイングランドに滞在した。

## キャリア
ロンドンの広告会社で助手を務める。
1979年から1981年までシドニー・カレッジ・オブ・アートで絵画を学ぶ。同校在学中の1980年に初の短編映画『Tissues』を制作する。1981年から1984年までオーストラリア・フィルム・テレビジョン・アンド・ラジオスクールで映画制作を学ぶ。同校在学中の1982年に発表した『ピール』はカンヌ国際映画祭短編映画部門パルム・ドールを獲得し高い評価を得た。1983年に『Passionless Moments』を発表する。
映画学校を卒業後、1984年に『After Hours』、『A Girls Own Story』の監督、脚本を手がける。その後、オーストラリアのテレビシリーズ『Dancing Daze』（1986年）、『ルイーズとケリー』（1986年）を手がける。
1989年に監督を務めた初の長編映画『スウィーティー』は、第42回カンヌ国際映画祭コンペティション部門に選出されるも審査委員の間で物議を醸す作品となる一方で、オーストラリア映画批評家協会賞映画賞、監督賞、主演女優賞をトリプル受賞、ロサンゼルス映画批評家協会賞新世代賞、インディペンデント・スピリット賞外国映画賞（1991年）、ジョルジュ・サドゥール映画賞最優秀映画賞を受賞するなど世界各地で高い評価を得た。その翌年にはニュージーランドの自叙伝作家ジャネット・フレームを描いた『エンジェル・アット・マイ・テーブル』を発表し、ヴェネツィア国際映画祭で審査員特別賞を受賞した。
1993年に公開された『ピアノ・レッスン』で女性監督として初、またニュージーランド出身の映画監督として初となるカンヌ国際映画祭パルム・ドールを受賞。また、アカデミー脚本賞、セザール賞外国語映画賞といった各国の映画賞も受賞した。
1997年にはヴェネツィア国際映画祭の審査委員長を務め、北野武に金獅子賞をもたらした。
2013年には第66回カンヌ国際映画祭において、シネフォンダシオン部門と短編部門の審査委員長を務めた。またこの年に、原案・監督・脚本を共同で務めたイギリスのテレビドラマ『トップ・オブ・ザ・レイク』が批評家に絶賛され、プライムタイム・エミー賞にも作品賞を含む複数の部門でノミネートされた。翌年の2014年には第67回カンヌ国際映画祭で審査委員長を務めた。
2021年、12年振りとなる監督作品『パワー・オブ・ザ・ドッグ』を発表し、ヴェネツィア国際映画祭で監督賞にあたる銀獅子賞を受賞。第94回アカデミー賞では、アカデミー賞史上初の「2度の監督賞ノミネートを受けた女性監督」となり、受賞も果たした。

## 私生活
1992年にテレビプロデューサーのコリン・イングラートと結婚した。1993年にジャスパー（男児）を出産するも12日後に死亡した。1994年に長女アリス（女優）、1996年に次女ジェーン、2001年に長男マイケルを出産した。長女のアリスは女優として活動しており、母ジェーンに帯同して映画祭に出席する機会も多い。現在はシドニー在住。

## 主な作品

### 映画

#### 監督作品
- ピール An Exercise in Discipline - Peel（短編）（1982年）
- ルイーズとケリー Two Friends（1986年）
- スウィーティー Sweetie（1989年）
- エンジェル・アット・マイ・テーブル An Angel at My Table（1990年）
- ピアノ・レッスン The Piano（1993年）
- ある貴婦人の肖像 The Portrait of a Lady（1996年）
- ホーリー・スモーク Holy Smoke!（1999年）
- イン・ザ・カット In the Cut（2003年）
- 8 -Eight- 8（オムニバス）（2008年）
- ブライト・スター いちばん美しい恋の詩 Bright Star（2009年）
- パワー・オブ・ザ・ドッグ The Power of the Dog（2021年）

#### 監督以外の作品
- ソフト・フルーツ Soft Fruit（製作総指揮、1999年）
- めぐみ 引き裂かれた家族の30年 Abduction: The Megumi Yokota Story（製作総指揮、2006年）
- スリーピング ビューティー/禁断の悦び Sleeping Beauty（提供、2011年）

### テレビ
- トップ・オブ・ザ・レイク ～消えた少女～ Top of the Lake （2013年）